# クジャルケ人
クジャルケ人 (Kujarke またはクジャルゲ Kujargé)はチャド東部のワダイ州とスーダンの南ダルフールに居住する詳細がわかっていない民族である。
彼らはチャド語派の未分類の言語、クジャルゲ語を話すが
現在のクジャルケ人の居住地や人口はダルフール紛争によって不明である。加えて、クジャルケはこれまで政府や外国の援助機関によっても独立した民族集団として記録されたことがない。

## 近年の地位
ダルフール紛争の影響で現在、クジャルケの多くはチャド東部のゴス・ベイダとダル・シラの難民キャンプに暮らしているものと思われる。しかし、クジャルケはどの政府機関にも国外の援助期間にも独立した民族集団としても記録されていない。そのためにクジャルケは自らをダジュ人やフール人と偽っていた可能性がある。25年以上ぶりにクジャルケについて言及が行われたのは、フランスの人類学者ジェローム・トゥビアナがティエロのダジュ人の首長に取材した時であった。ティエロの村長は、2007年、ダジュ人に対する民族浄化の際、クジャルケの村がジャンジャウィードによって焼き尽くされたと言うことを、述べた。クジャルケ人の現状については他に何も知られていない
ポール・ドールンボスによればクジャルケは主に狩猟採取によって生活していた。これらダル・フォンゴロ地域の気候や地形、不安定な季節による水源が集約的な農業や牧畜に適していなかったためである。 蜂蜜は採取によって入手できたクジャルケの主食の一つであった

## 民族関係
クジャルゲは自らの事をクジャルテニン・デビヤと呼称していた。クジャルゲは西方にダジュ、ガルフィゲ、シンヤール、東南にフール、ダリンガ、フォンゴロ、フォルモナ、ルンガが取り囲むように存在する。歴史的にはダジュのスルタンに支配されており、ダジュの奴隷であった可能性もある
また、ルブフ (1959) はダジュ・ニャラがダルフール・ビルギッドを「クジャルゲ」と呼んでいたことを報告している
クジャルケ人はほとんど族内婚であったが、 シンヤールの男性もクジャルケ女性と結婚していた可能性があり、「キジャール」はシンヤール18氏族のうちの一つであった。キジャール氏族は他のシンヤール人よりもジェベル・ミッラのクジャルケ居住地域の中核部に近い地域に住んでいた

## 宗教
クジャルケはイスラム教徒ではなく、未だ記録されたことのない秘密宗教を信仰していた。クジャルケは祈念する必要がある際には、訪問者らを村の外の周辺部へと案内した。
クジャルケという名はアラビア語スーダン方言由来であり、「魔術師」を意味する「クジュル」に由来する。これはシンヤール人の間でクジャルケの魔術の風評が広まっていたためである

## 言語記録
1981年、オランダの人類学者ポール・ドーンボスは、ダルフールのフォロ・ボランガに近いロ・ファタで、4〜5時間かけて父子（アルバブ・ヤヒア・バシ、ヌンドラ生まれ、1981年当時35歳）からクジャルゲ語の基本語彙リストを引き出した。最初の100語は、ほとんど耳が聞こえず、アラビア語の知識も限られていた情報提供者の父親から聞き出し後半の100語は、クジャルゲ語とダジュ語やフール語が混在していたかもしれない主要な情報提供者から提供されたものである。取材の一部は、ドールンボスのフール研究の助手の助けを借りてフールで行われた。2人はクジャルゲ語の聞き取りについて意見が対立し、ドールンボスはリストの正確性を疑うに至った。また、ドールンボスは、1981年当時にはクジャルゲは人口が1,000人を超えていたかもしれないが、すでに話者はほとんど残っていない死にかけの言語であった可能性があると推測している。
また、クジャルケ人の起源についても父と息子の間で意見が分かれていた。息子によれば、クジャルケ人はもともとワディ・アズムの東方にある山脈、つまりジェベル・クリ、ジェベル・トヤ、ジェベル・クンジャロ、ジェベル・トゥラブ、ジェベル・オロンバ、ジェベル・キレに住んでいたという。その後、クジャルケはダルフール・スルタン国の時代にチャドへの移住を余儀なくされた。しかし、父親はクジャルケの本来の故郷はチャド側にしかなかったと主張した